# Х (трамвайный вагон)
Мото́рный ваго́н се́рии Х — серийный типовой образец двухосного двустороннего высокопольного трамвайного подвижного состава для Советского Союза довоенного времени. Вагоны этого типа выпускались Мытищинским и Усть-Катавским вагоностроительным заводом. В большинстве городов моторный вагон серии Х работал с одним или двумя прицепными вагонами серии М. Последние собирались на основе узлов и деталей моторных вагонов, имели с ними сильное внешнее сходство, но отличались по ряду конструктивных решений.
Вагоны серий Х и М выпускались на различную колею и с различной длиной кузова. В трамвайных хозяйствах советских городов вагоны Х и М работали до начала 1970-х годов, после чего были списаны и утилизированы. Раньше всего списание произошло в Минске в 1964—1965 годах, а также в Ижевске в 1966—1968 годах, трамвайное (с июля 1968 трамвайно-троллейбусное) управление которого активно переходило на «Татры». Несколько уцелевших трамваев этого типа (преимущественно моторных серии Х) в настоящее время являются музейным подвижным составом или несамоходными вагонами-памятниками в различных городах Беларуси, России и Украины.

## История
После окончания Гражданской войны трамвайные хозяйства практически всех советских городов находились на грани развала, а выпуск трамвайного подвижного состава во время войны был вовсе прекращён. Тем не менее самые первые мирные годы были отмечены ростом экономики страны, в городах вновь возникла надобность в усовершенствовании и расширении трамвайных хозяйств. На первых порах насущные задачи выполнялись за счёт оставшихся с дореволюционных времён и восстановленных трамвайных вагонов. Однако многие из них были предельно переэксплуатированы, а замена изношенных деталей и узлов была крайне проблематичной из-за разнотипности подвижного состава. Очевидной необходимостью было налаживание серийного выпуска новых трамвайных вагонов единой (как тогда говорили, нормальной) конструкции.
В 1925 году в Ленинграде состоялся Второй Всероссийский съезд работников трамвая, где было решено принять в качестве нормального образца поезд из двухосных моторного и прицепного вагонов с цельнометаллическими кузовами. Хотя ещё ранее было принято решение сделать стандартной трамвайную колею в 1524 мм для унификации с колеёй железных дорог СССР, нормальный поезд мог выпускаться и для узкоколейных трамвайных систем. В 1926 году на Мытищинском машиностроительном заводе (в настоящее время «Метровагонмаш») были построены прототипы моторного и прицепного вагона, двумя годами позже началось их серийное производство. Первая крупная партия моторных вагонов была заказана для столицы Украинской ССР Харькова, поэтому весь тип моторных вагонов получил обозначение Х. Первая крупная поставка прицепных вагонов пришлась на Москву, и прицепные вагоны получили серию М.
Несмотря на «стандартное» наименование, серийные вагоны оказались разновариантными. Помимо варианта для стандартной колеи 1524 мм, выпускались вагоны с колёсными парами для «европейской железнодорожной» колеи 1435 мм (для Ростова-на-Дону) и для узкой «европейской трамвайной» колеи в 1000 мм. Это потребовало выпускать вагоны с узким (2200 мм) кузовом; кроме того, несколько городов заказали укороченные по длине вагоны, у которых вместо восьми боковых окон было только шесть. В 1934 году выпуск укороченных и узкоколейных вагонов был завершён.
Больша́я загрузка Мытищинского завода выпуском пригородных электропоездов, вагонов метрополитена для Москвы, новейших трамваев М-38 и оборонной продукции привела к прекращению выпуска на нём стандартных трамвайных вагонов в 1937 году. Освободившиеся мощности были направлены на решение отмеченных выше задач, а трамвайное производство перенесли на Усть-Катавский вагоностроительный завод имени С. М. Кирова (УКВЗ). Начиная с 1937 года вагоны серий Х и М выпускались уже там, объём выпуска составил до 150 штук в год.
В 1941 году было усовершенствовано электро- и пневмооборудование для стандартных вагонов, первую (и последнюю) партию модернизированных «Х/М» поставили в Минск. Характерным их внешним признаком была большая накладная звезда на ограждении лобовой площадки (позже это декоративное оформление будет использовано на послевоенных вагонах КТМ-1). В связи с началом Великой Отечественной войны и необходимостью выпуска на УКВЗ военной продукции производство трамваев в июне 1941 года было остановлено.
По образцу вагонов серии Х был организован выпуск похожих трамваев в Киеве и Николаеве, но они (как и более поздние послевоенные вариации) официально относились к другой серии. Всего было выпущено свыше 2000 «стандартных» вагонов, и они стали основным типом подвижного состава советских трамвайных хозяйств в межвоенный период.

## Модификации
Официально трамвайные вагоны серий Х и М не имели модификаций, но ввиду их назначения для хозяйств с различной колеёй, варьирующихся габаритов кузова, постоянно совершенствующего оборудования можно насчитать в сумме более десяти возможных вариантов «стандартного» вагона Х. В дополнение к ним можно добавить вагоны по образцу серии Х, которые производились малой серией в Киеве, Николаеве, Куйбышеве и Ярославле. Поэтому более правильно рассматривать все вагоны, официально значившиеся под серией Х, как исходный довоенный и модернизированный послевоенный варианты с большим количеством взаимопересекающихся индивидуальных особенностей.
- Первоначальный вариант вагона серии Х — двусторонний вагон, предназначенный для эксплуатации как на одноколейных и двухколейных линиях с оборотными кольцами или треугольниками, так и на тупиковых одноколейных линиях без них.
- Послевоенный модернизированный вариант вагона серии Х — односторонний вагон, предназначенный для эксплуатации только на линиях с оборотными кольцами или треугольниками.
- Следует отметить: двустороннее исполнение делает вагон универсальным и обеспечивает ускоренную посадку/высадку пассажиров; это было плюсом при эксплуатации на старых линиях, зачастую оставшихся от "конок". Но двусторонняя посадка/высадка предполагает отсутствие или приостановку движения прочего транспорта мимо остановившегося трамвая. Это стало решающим обстоятельством в пользу односторонних вагонов.[источник не указан 465 дней]

## Описание конструкции
1 — рама тележки
2 — полуэллиптическая рессора первой ступени подвешивания
3 — буксовый узел
4 — бандаж колеса
5 — консоль тележки
6 — полуэллиптическая рессора второй ступени подвешивания
7 — кузов (стрелка указывает на подножку)
8 — предохранительная решётка
9 — сцепной прибор
10 — маршрутные огни

### Ходовая часть
Ходовая часть вагона Х представляла собой тележку рамного типа. Боковины рамы выполнялись из стального листа толщиной 10—12 мм и соединялись между собой концевыми и средними поперечными стальными балками из швеллеров. В боковинах имелись вырезы в местах установки букс; над вырезами устанавливались усиливающие воротники, на челюстях вырезов укреплялись сменные наличники. У вагонов ранних выпусков боковины рамы имели окна (для уменьшения веса рамы); ввиду недостаточной надёжности такой конструкции позже стали применяться усиленные тележки с боковинами без окон.
К поперечным балкам рамы прикреплялись кронштейны для моторных траверз и осевого компрессора, а к продольным балкам — кронштейны и подвески тормозных деталей. Элементы рамы соединялись клёпкой или сваркой. Поскольку обе колёсные пары подвешиваются к раме, не дозволяющей их поворот влево-вправо вокруг вертикальной оси, вся конструкция в сборе называется тележкой.
На вагоне были применены наружные буксы с осевыми подшипниками скольжения; небольшое количество вагонов было выпущено с роликовыми подшипниками. Применялось подвешивание тяговых двигателей опорно-осевого типа; двигатели опирались с одной стороны на отшлифованные участки оси колёсной пары через моторно-осевые подшипники, с другой — на моторные траверзы тележки. Передача вращения на колёсные пары производилась одноступенчатым редуктором открытого типа с разъёмной ведомой шестернёй. Колёсные пары подвешивались к раме тележки через надбуксовое подвешивание на полуэллиптических 6-листовых или 8-листовых рессорах, дозволявшее небольшие колебания осей колёсных пар в поперечной вертикальной плоскости. Диаметр колёс составлял 850 мм. Механический тормоз вагона — колёсно-колодочный, с двусторонним нажатием колодок; привод тормоза — пневматический (с одним тормозным цилиндром) и ручной.

### Кузов
Вагон Х имел кузов клёпаной или клёпано-сварной конструкции с металлическим каркасом и несущими подоконными листами толщиной 3 мм. Крыша, оконные рамы, двери и внутренняя обшивка выполнялись из дерева. Дощатый пол настилался на нижние профили каркаса кузова и покрывался быстросменным реечным покрытием. Кузов крепился к консольным частям тележки через полуэллиптические 9-листовые или 10-листовые рессоры. Таким образом, относительно кузова колёсные пары имели двухступенчатую схему подвешивания — сначала к тележке (первая ступень), а затем тележка целиком к кузову (вторая ступень). Внутренние деревянные элементы отделки салона вагона, так же, как и наборные жёсткие сиденья из реек, лакировались. Для повышения электробезопасности работающего на крыше персонала её верх покрывался брезентом. Снаружи вагон на заводе окрашивался в одну из типовых схем — белый верх, синий или красный борт, чёрные низ кузова и тележка.
У всех вагонов раннего выпуска сиденья были продольными (24 сидячих места), площадки отделялись от салона переборками с задвижными дверьми. У вагонов выпуска после 1934 года наружные ширмовые двери были заменены на створчатые и была изменена планировка салона. Изменения носили характер повышения общей вместимости — вместо продольных сидений были применены одиночные поперечные (16 мест) и для более быстрой посадки-высадки пассажиров упразднены переборки между салоном и площадками. Также имеются сведения о выпуске вагонов с 32 сидячими местами (с двухместными продольными сиденьями в оконечностях салона и с двухместными же поперечными сиденьями в средней его части).
В оконечностях кузова устанавливались два поста управления вагоном. Каждый из постов управления включал в себя контроллер, колонку ручного тормоза, кран управления тормозной системой, щиток с контрольно-измерительными приборами (вольтметр и амперметр), тумблерами включения-выключения вспомогательных цепей вагона. Для открытия и закрытия дверей вагоновожатый со своего места пользовался системой тяг и рычагов, однако на местах эти приспособления иногда снимались.

### Пневмооборудование
Вагон оборудован пневматическим прямодействующим тормозом; песочницы, звонки и подвагонные предохранительные сетки (решётки) также имеют пневматический привод (управление тормозом, песочницами и сеткой осуществляется с помощью крана вагоновожатого, привод звонка — педальный). Для хранения запаса сжатого воздуха служат два резервуара; один из них снабжён предохранительным клапаном.
Источником сжатого воздуха является компрессор с приводом от одной из осей вагона. Компрессор оборудован фильтром для очистки воздуха и регулятором давления. При достижении установленного давления в резервуарах (4 кгс/см2) регулятор давления подаёт сжатый воздух к выключателю всасывающего клапана компрессора. Всасывающий клапан блокируется в открытом положении, и воздух, всасываемый компрессором, через этот же клапан выпускается обратно в фильтр и далее в атмосферу (то есть компрессор работает вхолостую). При снижении давления в резервуарах регулятор прекращает доступ воздуха к выключателю клапана, и возобновляется обычная работа компрессора. Поскольку осевой компрессор работает только на ходу, после длительных стоянок давление воздуха в резервуарах снижается, и пневмооборудование вагона начинает работать не сразу после начала движения, что неудобно и опасно. Поэтому в процессе эксплуатации осевые компрессоры при возможности заменялись на мотор-компрессоры с электропневматическим регулятором давления.
Управление пневматикой осуществлялось только вагоновожатым, конструкция тормозной системы не предусматривала наличия стоп-крана  и ввести его было довольно сложно.

### Электрооборудование
Вагон серии Х получает электрическую энергию от контактной сети напряжением 600 В посредством токоприёмника бугельного типа. Вторым проводником в цепи «тяговая подстанция — трамвайный вагон» является рельсовый путь.
Электрическая часть вагона серии Х включала в себя два тяговых двигателя, пускотормозные сопротивления, ручной контроллер непосредственного управления для коммутации силовых электрических цепей вагона. При трогании с места пускотормозные сопротивления включались последовательно с двигателями, а по мере набора скорости они начинали ступенчато выводиться. В режиме постоянной скорости схема подключения менялась на параллельную, а при необходимости снижения скорости контроллер отключал двигатели от контактной сети. Изначально вагоны серии Х комплектовались двумя тяговыми двигателями ДМ-1А мощностью 52,3 кВт; впоследствии их заменили на более совершенную модель ДТИ-60 мощностью 55 кВт. Управление двигателями осуществлялось контроллером марки ДК-5 барабанного типа. В послевоенное время контроллеры на части вагонов были заменены на новые кулачковые марки МТ-1.
Вспомогательное электрооборудование включает в себя цепи наружного и внутреннего освещения, а также маршрутных огней и электрозвонковой сигнализации. Все эти цепи являются высоковольтными, потребители электроэнергии в них включены последовательно, чтобы падение напряжения на каждом из них не превышало их номиналов. Для одиночных устройств, таких как электрозвонок, применялось подключение к напряжению 600 В через ограничительные сопротивления.
Маршрутные огни. Долгое время путевые стрелки переводились вручную иногда вагоновожатым, а чаще стрелочником (стрелочным сторожем). Делать это было важно без остановки трамвая перед стрелкой. В отсутствии другой сигнализации, для определения номера маршрута издали (при плохой видимости), наверху спереди мотор-вагона по бокам маршрутной таблички были два фонарика, комбинация цветов огней в которых этому номеру строго соответствовала. Кроме того, эти фонари в задней части имели открытый срез для освещения самой маршрутной таблички.

## Прицепной вагон М
Штатным прицепным к вагону Х являлся унифицированный с ним вагон серии М, выпускавшийся теми же заводами. Его кузов конструктивно был аналогичен кузову вагона Х, но отличался размерами (длина кузова составляла 9800 мм, ширина снаружи — 2258 мм) и рядом элементов. Длина вагона по буферам равнялась 10550 мм, высота от головки рельса до верха крыши — 3256 мм, база вагона — 3400 мм, масса без пассажиров — 7,2 т. Число сидячих мест первоначально составляло 24 (в салоне имелись продольные скамьи).
У прицепных вагонов выпуска после 1934 г. отсутствовали перегородки между салоном и площадками; на этих вагонах применялись поперечно расположенные одноместные сиденья, однако в оконечностях салона имелись двухместные сиденья, расположенные продольно. Общее число сидячих мест стало составлять 20 (в ряде источников[каких?] указано 19; вероятно, это объясняется тем, что одно место было кондукторским). Количество стоящих пассажиров при такой планировке салона (при наполнении 8 чел./м2) равнялось 95.
Ходовая часть вагона была выполнена бестележечной — со свободными осями (величина зазоров между буксовыми наличниками и буксовыми направляющими, а также определённая подвижность рессорного подвешивания позволяли колёсным парам несколько перемещаться вдоль и поперёк относительно кузова; за счёт этого при проходе вагоном кривых участков пути колёсные пары занимали касательное к кривой положение). Рессорное подвешивание — двойное, состояло из четырёх 11-листовых надбуксовых полуэллиптических рессор и восьми цилиндрических пружин. Кузов при помощи кронштейнов и шайб опирался на цилиндрические пружины, которые, в свою очередь, при помощи шайб, шпинтонов и серёг подвешивались к ушкам коренных листов полуэллиптических рессор. Соединение шпинтонов с серьгами и серёг с ушками рессор производилось при помощи валиков с гайками и роликов.
Диаметр колёс составлял 760 мм. Вагон имел дисковый клещевой тормоз с пневматическим (прямодействующим) и ручным приводом; тормозной диск состоял из двух половин, соединяемых болтами, и укреплялся на средней части оси колёсной пары с помощью шпонки; тормозные колодки выполнялись из бакелита. Ручной привод тормоза применялся в вагонах ранних выпусков,  колонка ручного тормоза устанавливалась на задней площадке.
Являясь прицепным, вагон имел электрооборудование только вспомогательное (освещение, а также цепь сигнализации водителю); электрическое соединение с моторным вагоном осуществлялось гибким междувагонным кабелем.

## Работа в городах СССР
Трамвайные вагоны серий Х и М работали во всех городах Советского Союза, где по состоянию на 1 января 1939 года имелось трамвайное движение. Во вновь организованных в 1930—1941 годах трамвайных хозяйствах страны именно они открывали движение, например, в Минске, Дзержинске. Вагоны отличались неприхотливым характером, высокой ремонтопригодностью и неплохой надёжностью. Были у них и слабые места — по результатам эксплуатации выявилась большая раскачка прицепных вагонов; в условиях напряжённой эксплуатации в крупных городах в тележках появлялись трещины, происходили изломы их консольных частей.
Стоит отметить особенности эксплуатации вагонов Х и М в некоторых городах СССР. В Москве эксплуатировались только прицепные вагоны в составе поездов с моторными вагонами серий Ф, БФ и КМ. Поступившие в Ленинград трамваи Х и М попали в разные парки и, как следствие, никогда не эксплуатировались в составе одного поезда. Кроме того, в трамвайном хозяйстве Ленинграда сложилась своя, отличная от общесоюзной, классификация подвижного состава. Так вагоны серии Х в Ленинграде обозначались как МХ, а серии М — как ПМ. Из-за отмеченных выше недостатков в 1937—1938 годах все моторные вагоны МХ были переделаны в прицепные и получили обозначение ПХ. В Горьком вагоны серии Х эксплуатировались как со штатными прицепами серии М, так и с самостоятельно сделанными в вагоноремонтных мастерских прицепами собственной конструкции. В Управлении Горьковского трамвая эти «самоделки» получили серию П. В ряде городов, например, Харькове, моторный вагон серии Х эксплуатировался с двумя прицепными вагонами типа М. Мощность тяговых двигателей моторного вагона вполне позволяла такое использование, но при этом особое внимание требовалось уделять наиболее нагруженным консольным частям вагонов и безопасности движения. Также достойно упоминания[нейтральность?] одно из наиболее ранних начинаний харьковчан в организации «фирменного» подвижного состава в 1933 году. У моторного вагона серии Х и прицепного вагона серии М стандартные переборки между салонами заменили на арки с никелированными стойками, в салоне установили мягкие сиденья диванного типа, зеркала и часы, рабочее место водителя отделили занавеской. Получившийся поезд получил название «Барин».
Во время Великой Отечественной войны часть стандартных вагонов была разрушена в ходе боевых действий, часть разграблена. В тыловых городах в связи с нехваткой автотранспорта или топлива для него вагоны серии Х переделывались в грузовые или санитарные.
После войны был налажен выпуск более совершенных по конструкции трамвайных вагонов, но довоенные Х и М продолжали работать. В 1952 году был разработан проект типовой модернизации стандартных вагонов, включающий в себя их переделку в односторонние и утепление площадок. В подлежащих модернизации вагонах заделывались дверные проёмы левого борта, снимался задний пост управления, рабочее место водителя отделялось от салона и передней площадки переборкой. Также заменялся барабанный контроллер на усовершенствованную модель кулачкового типа МТ-1, устанавливались пневмоприводы дверей и пневматический стеклоочиститель. В ряде городов, например, Горьком, модернизация была частичной — вагон Х делали односторонним, но переборка, стеклоочиститель и пневмоприводы дверей не устанавливались. Вместо этого фару с задней оконечности вагона переносили вперёд. В 1955 году в Ленинграде (позже и в Горьком) освоили выпуск новых тележек для вагонов серии Х, на их базе в ряде городов строили трамваи иных серий.
По мере поступления более современных трамваев вагоны серии Х и М стали переделываться в служебные и специальные, а после и вовсе списываться. Последние стандартные вагоны были отставлены от работы в начале 1970-х годов, хотя их техническое состояние ещё позволяло дальнейшую работу. Однако в руководстве отрасли возобладали взгляды о моральной устарелости двухосных вагонов (что было справедливо только частично, в основном для напряжённых линий крупных городов) и вскоре была в массовом порядке прекращена эксплуатация не только поездов Х/М, но и более поздних КТМ/КТП-1 и КТМ/КТП-2. Советские трамвайные хозяйства, продолжавшие эксплуатацию двухосных вагонов, стали исключениями, хотя определённая перспектива у этого типа подвижного состава существует до сих пор.
- Сталинград, 1930-е годы.
- Харьков, 1950-е годы.
- Музей трамвая в Витебске, Белоруссия

## Оценка проекта
Вагоны серий Х и М по размерам и внешнему виду мало отличались от вагонов прежних типов. Важным новшеством было применение стального каркаса кузова (вместо деревянного каркаса на стальной раме, использовавшегося на дореволюционных вагонах и на выпускавшихся в 1920-х годах вагонах БФ), что позволило повысить прочность и долговечность конструкции. Также необходимо отметить применение на прицепных вагонах дискового тормоза с бакелитовыми колодками — такой тормоз имеет существенные преимущества перед колёсно-колодочным: уменьшается износ бандажей колёс; тормозные колодки имеют больший срок службы; тормозная система вагона более проста и имеет меньший вес; коэффициент трения между колодками и диском не зависит от состояния рельсов; зазор между колодками и диском не меняется от просадки кузова вагона под нагрузкой.
По сравнению с дореволюционными трамваями исчезла внешняя вычурность (например, фигурные украшения, цировки), но все основные передовые нововведения, направленные на облегчение труда вагоновожатого и повышение безопасности движения (остеклённые площадки, пневматический тормоз) были сохранены. Однако вагон серии Х с современной точки зрения по-прежнему во многих отношениях являлся архаичным и неудобным — вожатый работал стоя, отсутствовали система отопления салона и полный контроль над дверьми (даже при наличии рычажной системы их можно было отжать, при отсутствии же они вовсе открывались и закрывались пассажирами). Последнее не раз приводило к несчастным случаям, когда пассажиры либо выпрыгивали из вагона на ходу (чаще всего подростки), либо ударялись о столбы, углы зданий, таких же пассажиров встречного вагона, повиснув на входных поручнях подножек в условиях запредельной нагрузки вагона (чаще всего в военное время). Отсутствие отгороженной кабины приводило к тому, что при давке и толчее вагоновожатый испытывал все те же ощущения, что и обычный пассажир, что более чем негативно сказывалось на его утомляемости, моральном и физическом состоянии.
Ввиду наличия непосредственной системы управления тяговыми электродвигателями вагона и значительной доли дерева в конструкции вагона электробезопасность и пожаробезопасность по современным меркам могут быть расценены как неудовлетворительные, но для того времени это было приемлемой нормой. Практически все двухосные трамваи мира, выпущенные в 1920-х годах, конструктивно мало чем отличались от вагона серии Х.
С точки зрения пассажира вагоны серий Х и М были в большей степени неудобными — жёсткие сиденья, узкие двери, небольшие площадки. В отсутствие обогрева салона переборки с задвижными дверями между салоном и площадками помогали сохранить тепло, но снижали и без того невысокую скорость посадки-высадки пассажиров. В поздней модификации с упразднёнными переборками вагон продувался насквозь и зимой в нём была практически та же температура, что и на улице.

## Сохранившиеся экземпляры
На сегодняшний день сохранилось 11 трамваев, 4 из них является самоходными музейными экспонатами, 6— памятниками и ещё 1 служебный.
В Нижегородском музее трамваев вагон серии Х находится в исправном техническом состоянии, но поставлен на глухую рельсовую плеть на музейной площадке без выхода на трамвайные пути городской системы. Таким образом, он является и самоходным, и стационарным экспонатом одновременно. Нижегородский музейный трамвай серии Х перед постановкой на музейную площадку в 1986, 1996, 2004 и 2005 годах участвовал в трамвайных парадах, посвящённых 90- и 100-летнему юбилеям Нижегородского трамвая, Дню города и 60-й годовщине Дня Победы.
В Саратове находятся 2 трамвая серии  Х: Трамвай-памятник находится в Парке Победы в Саратове (экспозиция Музея боевой и трудовой славы), и восстановленный до ходового состояния  второй вагон № 1. Сам трамвай выпускается на праздничный маршрут в День Города. Музейный вагон серии Х есть в Екатеринбурге (Музей истории развития трамвайно-троллейбусного управления Екатеринбурга). Также в Екатеринбурге находится служебный трамвай типа Х.
В Дзержинске восстановлен ретровагон до ходового состояния.  В Туле также есть вагон серии Х, на ходу, выходит на линию в День города и во время открытия отремонтированных участков.

Также восстановленный трамвай-памятник серии Х можно увидеть в Краснодаре на территории трамвайного депо  и  ходовой в Барнауле в различные праздники, в том числе «Музейную ночь» и День Города. 
В Витебске трамвай типа Х установлен на территории трамвайного депо в 2008 году, ранее находившийся в качестве служебного вагона.
В Казани в 2010 году вагон Х № 24 после реставрации установлен возле здания МУП «Метроэлектротранс». На нём в 1930-е годы вагоновожатым работал Герой Советского Союза Иван Кабушкин (см. Трамваи-памятники в Казани).